# Silnice II/428
Silnice II/428 je česká silnice II. třídy na střední Moravě, vedoucí z Drysic přes Ivanovice na Hané a Morkovice-Slížany do Kroměříže. Je dlouhá 32,5 km. Prochází dvěma okresy ve dvou krajích.
Do roku 2012 její trasa vedla z Morkovic přes Zdounky a sedlo Bunč do Starého Města (u Uherského Hradiště), nyní silnice III. třídy č. III/42825 a III/42826.

## Vedení silnice

### Jihomoravský kraj

#### Okres Vyškov
- Drysice (křiž. D46, III/0462)
- Ivanovice na Hané (I/47, III/4281)
- MÚK s dálnicí D1 (exit 236), odbočka III/4284
- Švábenice (křiž. III/4288)
- Dětkovice (křiž. III/4289)

### Zlínský kraj

#### Okres Kroměříž
- Pačlavice (křiž. III/42810, III/42811)
- Pornice (křiž. III/42813)
- Morkovice (křiž. II/433, III/43346, III/42825)
- Počenice
- Tetětice (křiž. III/36732)
- rozcestí Srnov (III/42815, III/43330)
- Věžky
- Zlobice (křiž. III/43218, III/36724)
- Měrůtky (křiž. III/36726)
- Lutopecny
- Kroměříž (křiž. II/367)